# Pato Branco
Pato Branco ist ein brasilianisches Munizip im Süden des Bundesstaats Paraná. Es hatte 2021 geschätzt 84.779 Einwohner, die sich Pato-Branquenser nennen. Seine Fläche beträgt 539 km². Es liegt 771 Meter über dem Meeresspiegel.

## Etymologie
Die  Siedlung entstand 1924 unter dem Namen Vila Nova de Clevelândia. Als sie 1927 zum Gerichtsbezirk erhoben wurde, erhielt sie den Namen Bom Retiro. Bei der Erhebung zum Munizip bekam sie 1951 ihren heutigen Namen Pato Branco. Dieser rührt von dem gleichnamigen Fluss Rio Pato Branco (deutsch: Weiße Ente) her, an dem das Munizip liegt.

## Geschichte

### Besiedlung
Die ersten dokumentierten Begehungen des Gebiets erfolgten 1839. Damals erschien Pedro de Siqueira Côrtes aus Curitiba mit seiner Expedition, die die 5. Comarca des Kapitanats São Paulo (das Gebiet des heutigen Staates Paraná) erkunden sollte. Die ersten dauerhaften Bewohner von Pato Branco kamen 1919 aus Rio Grande do Sul und Santa Catarina.
Im Jahr 1924 wurde bereits eine Siedlung mit dem Namen Vila Nova de Clevelândia gegründet. Neue Wellen von Bauern und Siedlern kamen in das Dorf und trugen zu seinem Wachstum bei. Die Ortschaft wurde 1927 zum Gerichtsbezirk erhoben und erhielt den Namen Bom Retiro.
Im Jahr 1928 begannen die Vermessungs- und Abgrenzungsarbeiten für die ersten Grundstücke, die für die Landwirte und Siedler bestimmt waren, die aufgrund der Fruchtbarkeit des Bodens und des einfachen Erwerbs in Scharen zuwanderten. Ab 1935 ließen sich die ersten Angehörigen Freier Berufe nieder. Die Ortschaft entwickelte sich weiter, bis sie 1947 zum Bezirk und 1951 zur Gemeinde erhoben wurde.

### Erhebung zum Munizip
Pato Branco wurde durch das Staatsgesetz Nr. 790 vom 14. November 1951 aus Clevelândia ausgegliedert und in den Rang eines Munizips erhoben. Es wurde am 14. Dezember 1952 als Munizip installiert.

## Geografie

### Fläche und Lage
Pato Branco liegt auf dem Terceiro Planalto Paranaense (der Dritten oder Guarapuava-Hochebene von Paraná). Seine Fläche beträgt 539 km². Es liegt auf einer Höhe von 771 Metern.

### Vegetation
Das Biom von Pato Branco ist Mata Atlântica.

### Klima
Das Klima ist gemäßigt warm. Es werden hohe Niederschlagsmengen verzeichnet (1931 mm pro Jahr). Im Jahresdurchschnitt liegt die Temperatur bei 18,5 °C. Die Klimaklassifikation nach Köppen und Geiger lautet Cfa.

### Gewässer
Pato Branco liegt im Einzugsgebiet des Iguaçu. Dessen linker Nebenfluss Rio Chopim bildet zusammen mit seinem Zufluss Rio Pato Branco die östliche und nördliche Grenze des Munizips. Im Südwesten grenzt das Munizip an den Rio Vitorino, der ebenfalls zum Rio Chopim fließt. Der Rio Ligeiro, der sich in seinem Mittellauf Rio Gramado nennt, durchfließt das Munizipgebiet etwa in seiner Mitte von Süd nach Nord und mündet in den Rio Chopim.

### Straßen
Pato Branco liegt an der BR-158 zwischen Santa Catarina im Süden und Laranjeiras do Sul im Norden. Über die PRC-280 kommt man im Westen nach Dionísio Cerqueira an der Grenze zu Argentinien.

### Nachbarmunizipien
| Bom Sucesso do Sul      | Itapejara d’Oeste und Coronel Vivida        |                            |
| Vitorino und Renascença | Kompassrose, die auf Nachbargemeinden zeigt | Honório Serpa              |
|                         |                                             | Mariópolis und Clevelândia |

## Stadtverwaltung
Bürgermeister: Robson Cantu, PSD (2021–2024)
Vizebürgermeisterin: Angela Padoan, PRTB (2021–2024)

## Demografie

### Bevölkerungsentwicklung
| Jahr | Einwohner | Stadt | Land |
| ---- | --------- | ----- | ---- |
| 1960 | 51.581    | 20 %  | 80 % |
| 1970 | 33.808    | 46 %  | 54 % |
| 1980 | 45.938    | 69 %  | 31 % |
| 1991 | 55.675    | 78 %  | 22 % |
| 2000 | 62.234    | 91 %  | 9 %  |
| 2010 | 72.370    | 94 %  | 6 %  |
| 2021 | 84.779    |       |      |

Quelle: IBGE, bis 2010: Volkszählungen und für 2021: Schätzung

### Ethnische Zusammensetzung
| Gruppe * | 1991    | 2000    | 2010    | wer sich als …                                                                   |
| --- | ------- | ------- | ------- | -------------------------------------------------------------------------------- |
| Weiße | 79,5 %  | 84,3 %  | 76,5 %  | weiß bezeichnet                                                                  |
| Schwarze | 1,0 %   | 2,5 %   | 1,9 %   | schwarz bezeichnet                                                               |
| Gelbe | 0,0 %   | 0,1 %   | 0,5 %   | von fernöstlicher Herkunft wie japanisch, chinesisch, koreanisch etc. bezeichnet |
| Braune | 19,2 %  | 12,3 %  | 21,0 %  | braun oder als Mischung aus mehreren Gruppen bezeichnet                          |
| Indigene | 0,3 %   | 0,2 %   | 0,1 %   | Ureinwohner oder Indio bezeichnet                                                |
| ohne Angabe | 0,0 %   | 0,6 %   | 0,0 %   |                                                                                  |
| Gesamt | 100,0 % | 100,0 % | 100,0 % |                                                                                  |
| *) Das IBGE verwendet für Volkszählungen ausschließlich diese fünf Gruppen. Es verzichtet bewusst auf Erläuterungen. Die Zugehörigkeit wird vom Einwohner selbst festgelegt. |         |         |         |                                                                                  |

Quelle: IBGE (Stand: 1991, 2000 und 2010)

## Wirtschaft

### Kennzahlen
Mit einem Bruttoinlandsprodukt pro Einwohner von 48.310,90 R$ bzw. rund 10.700 € lag Pato Branco 2019 auf dem 39. Platz im obersten Viertel der 399 Munizipien Paranás.
Sein hoher Index der menschlichen Entwicklung von 0,782 (2010) setzte es auf den 4. Platz (nach Curitiba, Maringá und Quatro Pontes) der paranaischen Munizipien.